# Kenan Yelek
Kenan Yelek (* 15. August 1975 in Giresun) ist ein ehemaliger türkischer Fußballspieler und -trainer. Durch seine langjährige Tätigkeit für Samsunspor wird er mit diesem Verein assoziiert.

## Spielerkarriere

### Verein
Yelek begann mit dem Vereinsfußball in der Jugend vom Istanbuler Verein Kartalspor und startete seine Profikarriere 1994 beim damaligen Drittligisten Gebzespor. Für diesen Verein spielte er die nächsten drei Spielzeiten lang und wechselte im Sommer 1997 zum Istanbuler Erstligaabsteiger Zeytinburnuspor.
Nachdem Yelek zwei Spielzeiten für Zeytinburnuspor tätig gewesen war, ging er zum Sommer 1999 in die höchste türkische Spielklasse, in die 1. Lig, zu Altay Izmir. Für diesen Verein spielte er lediglich eine Saison und wechselte nach dem verpassten Klassenerhalt zum Erstligisten Samsunspor. Bei Samsunspor etablierte er sich sofort als Stammspieler und stieg später auch zum Führungsspieler auf. 2004 wurde er in die türkische Nationalmannschaft nominiert. In der Spielzeit 2005/06 verpasste sein Verein den Klassenerhalt. Yelek hielt daraufhin seinem Verein die Treue und ging mit in die TFF 1. Lig. Hier spielte er bis zum Sommer 2011 für Samsunspor, von denen er die letzten Jahre als Mannschaftskapitän auflief. Die Spielzeit 2010/11 beendete er mit seinem Team als Vizemeister der TFF 1. Lig und stieg damit nach sechsjähriger Abstinenz wieder in die Süper Lig auf. Nach dem Aufstieg wurde der ausgelaufene Vertrag von Yelek nicht mehr verlängert. Yelek nahm daraufhin diesen Vertragsende als Anlass seine Karriere zu beenden.

### Nationalmannschaft
Yelek wurde im Rahmen eines zum 31. März 2004 angesetzten Testspiels gegen die Kroatische Nationalmannschaft vom damaligen Interimsnationaltrainer Ünal Karaman das erste Mal in den Kader der türkischen Nationalmannschaft. Bei dieser Partie wurde Yelek in der 46. Minute eingewechselt und absolvierte sein einziges Länderspiel.

## Trainerkarriere
Yelek arbeitete im Anschluss an seine Spielerkarriere und arbeitete als erste Tätigkeit als Co-Trainer für Samsunsposr.

## Erfolge

### Als Spieler
- Samsunspor:
  - Vizemeisterschaft der TFF 1. Lig (1): 2010/11
  - Aufstieg in die Süper Lig (1): 2010/11